# Solpugyla kigoma
Solpugyla kigoma är en spindeldjursart som beskrevs av Roewer 1961. Solpugyla kigoma ingår i släktet Solpugyla och familjen Solpugidae. Inga underarter finns listade i Catalogue of Life.